# 대구태현초등학교
대구태현초등학교는 대한민국 대구광역시 북구에 있는 공립 초등학교이다. 교목은 느티나무이고 교화는 장미이다.

## 역사
- 1997-09-01 대구태현초등학교로 개교(15학급)
- 2002-12-03 제1회 창의성교육 실천사례 발표 대회 최우수교
- 2002-12-20 대구광역시교육청 깨끗한 화장실 만들기 최우수교
- 2002-12-24 2002학년도 학교 평가 우수교
- 2003-06-18 대구광역시교육청지정 교실수업개선 시범학교 운영 2차 공개
- 2003-11-27 교내자율장학 우수교
- 2003-12-12 제2회 창의성교육 실천사례 발표 대회 우수교
- 2003-12-30 교실수업개선 시범업무 추진 우수교
- 2004-12-28 특별교실 3실 증축 완공(과학실, 가사실, 음악실)
- 2004-12-30 제2회 창의성교육 실적물 전시회 우수교
- 2004-12-30 2004학년도 학교 평가 우수교
- 2005-01-31 2004학년도 전국 100대 교육과정 우수교
- 2006-03-01 37학급 편성(특수학급 신설)
- 2007-11-27 교내자율장학 장려교
- 2008-12-09 보건실 현대화
- 2009-02-28 급식실 현대화
- 2010-09-01 영어 체험실 개관
- 2011-02-16 제13회 졸업식(152명/총2,540명)
- 2011-03-01 26학급 편성(특수학급 포함)
- 2011-03-01 제6대 조성희 교장 취임
- 2011-05-31 제40회 전국소년체육대회 유도부 은메달
- 2011-12-31 정보공시 우수교, 청렴 우수교
- 2012-03-01 사교육절감형 창의경영학교 선정
- 2012-12-31 학교평생학습관 운영 우수교
- 2013-12-26 학교특색경영 우수교
- 2014-05-27 제43회 전국소년체육대회 유도부 동메달
- 2014-11-28 편지쓰기 우수교(미래창조과학부장관상 수상)
- 2015-03-01 협력학습실천학교 운영
- 2015-03-01 제7대 김명옥 교장 취임
- 2015-03-01 25학급 편성(특수1 포함)